# そわそわすること

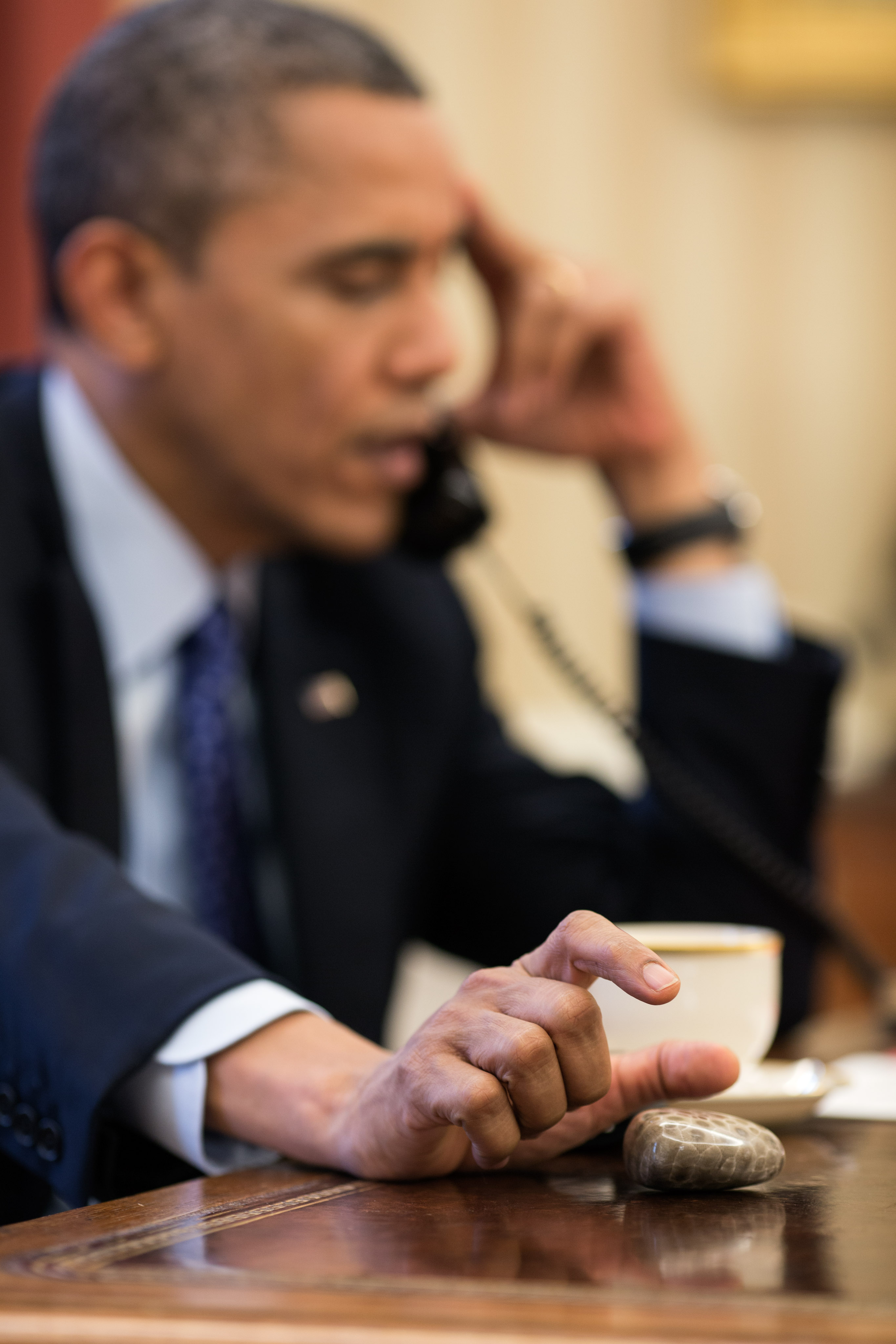
バラク・オバマが電話中にペトスキーストーンを落ち着きなく動かしている様子（2012年）

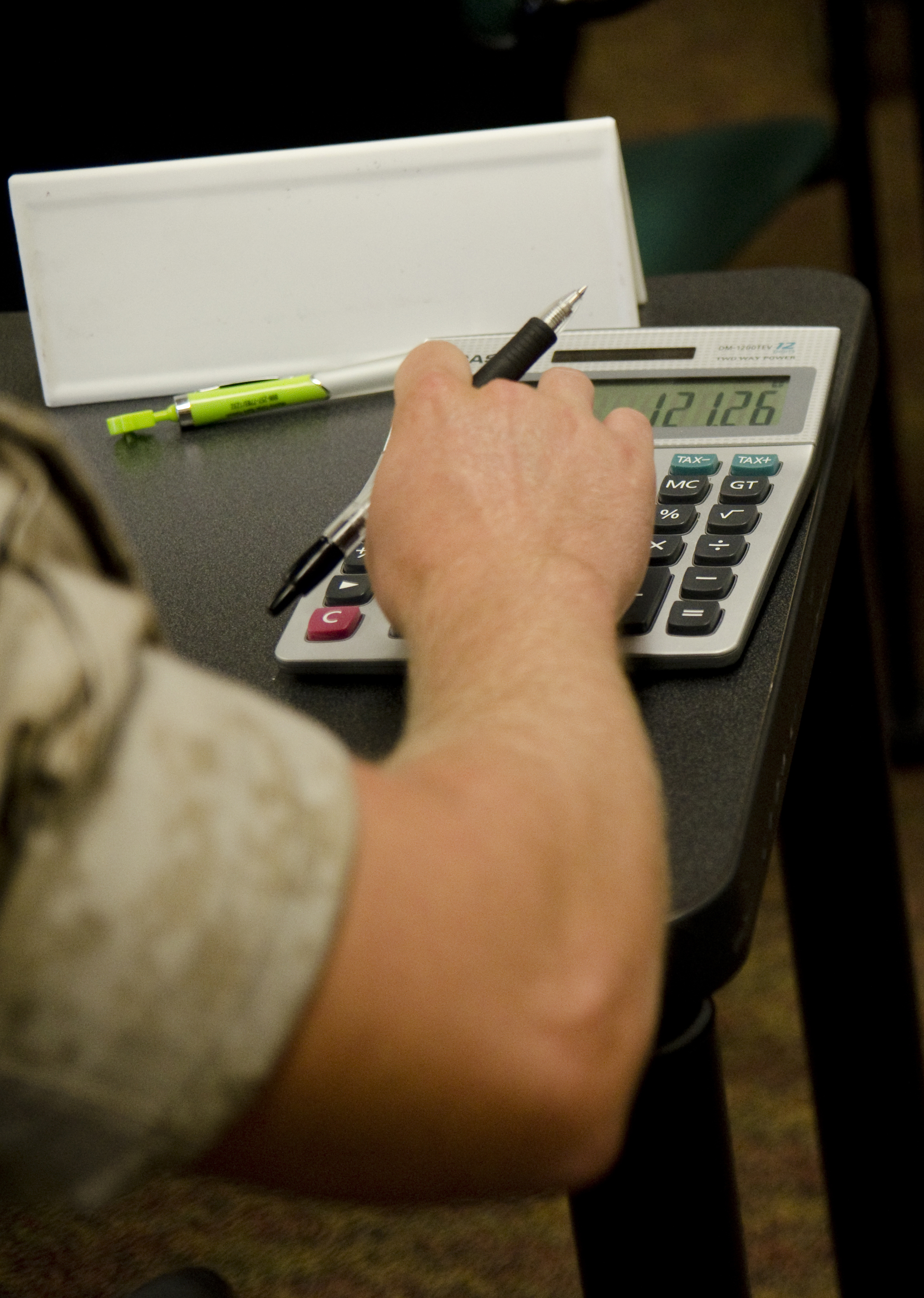
考え事をしながらペンを振ることは、そわそわする人に一般的にみられる

そわそわすること（英: Fidgeting）は、進行中の作業や出来事に（社会的に認識された）必要不可欠ではない形で落ち着きなく動き回る行為である。フィジェットともいう。そわそわすることには、指、髪、または個人の所持品（眼鏡、ペン、衣服など）で遊ぶことが含まれる。この意味で、もてあそびやいじりとみなされることがある。そわそわすることは一般的に、着席中や立ち止まっている際に人々が行う説明のつかない、または無意識の活動や姿勢の動きを表す言葉として使用される。
一般的なそわそわすることの行為として、脚を繰り返し揺らすことがある。指輪も一般的なそわそわすることの対象であり、指輪を回転させたり、くるくる回したり、テーブルの上で転がしたりするなどの様々な方法がある。教室はそわそわすることが生じる場所であり、伝統的に教師と生徒はそわそわすることを注意力の低下の兆候とみなしてきた。そわそわすることを助けるためのおもちゃも発明されている。これらのフィジェットトイにはハンドスピナーが含まれる。

## 原因と影響
そわそわすることは神経質、欲求不満、興奮、退屈、ADHD、興奮、またはこれらの組み合わせによって引き起こされる可能性がある。
作業に興味を持っている場合、着席している人はそわそわすることを抑制する。このプロセスは非道具的運動抑制（NIMI）と呼ばれる。一部の教育研究者は、そわそわすることを騒音発生とともに、不注意や講義の質の低さの明確な兆候とみなしている。ただし、教育者は積極的な関与が常に講師に注意を向けることなく行われる可能性があることを指摘している（つまり、関与と注意は関連しているが同等ではない）。そわそわすることは多くの場合無意識の行為であり、自発的なマインドワンダリングの際に増加する。一部の研究者は、そわそわすることが注意力の低下の指標であるだけでなく、注意力を改善するために覚醒度を高めようとする無意識の試みでもあると提案している。不注意は学習の不振や情報の想起の低下と強く関連しているが、カレン・パイン博士らの研究では、手でそわそわすることを許可された子どもたちは、記憶テストと学習テストでより良い成績を収めたことが判明した。2014年の研究でも、ADHDの子どもたちは「より激しい（自発的な）身体活動」に従事している際に一部の認知課題でより良い成績を収めたことが分かったが、ADHDのない子どもたちではそのような相関は見られなかった。
そわそわすることは神経質な習慣とされているが、いくつかの根本的な利点がある。定期的にそわそわすることがある人は、じっとしている人よりも多くのカロリーを消費するため、そわそわすることがない人よりも体重が少ない傾向にある。そわそわすることに関連するエネルギー消費は非運動活動熱産生（NEAT）と呼ばれる。個人によってそわそわすることの程度は異なるが、そわそわする行為は平均して1日約350カロリーの追加消費をもたらし、これは年間約10〜30ポンド（4〜13 kg）に相当する可能性があると報告されている。
そわそわすることは遺伝的要因の結果である可能性があり、一部の人々は生まれつきそわそわする傾向がある。そわそわすることは甲状腺機能亢進症で見られるような医学的徴候でもある。甲状腺機能亢進症の患者は落ち着きがなく、簡単に興奮し、微細な振戦を示し、集中力に問題を抱えることがある。

## フィジェットトイ
フィジェットキューブ、フィジェットスピナー、フィジェットスティック（くるりん）、フィジェットペンなど、そわそわすることを解消することを目的とした様々な器具がある。これらの「フィジェットトイ」は通常、自閉症やADHDの生徒の集中力を高めることを目的としており、使用者が遊べる様々なボタンやスイッチが付いている。